# Jozef van Raaij

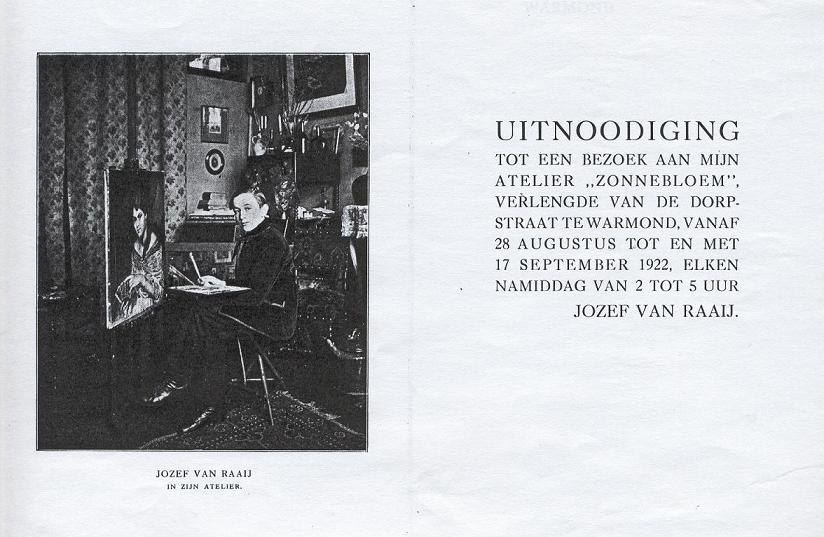
Uitnodiging tentoonstelling van Raaij

Jean Jozef George Frans van Raaij (Bergen op Zoom, 1898 – Zevenbergen,  1974) was een Nederlands schilder en etser. Hij maakte vooral landschappen, stillevens en portretten.
Hij had een atelier in Warmond genaamd de Zonnebloem waar hij in het bezit was van een etspers welke door veel kunstenaars die op de kagerplassen werkten gebruikt werd.
In de Tweede Wereldoorlog is er een bom op zijn atelier gevallen waarbij hij gewond raakte en veel werk verloren ging.
Vooral zijn etsen zijn zeer geliefd bij de kunstliefhebbers.
Hij was lid van Ars Aemula Naturae in Leiden.

## Tentoonstellingen
- 1921 t/m 1923 De spinx
- 1933 De kunst om Kunst (ledententoonstelling)